# 室伏広治
室伏 広治（むろふし こうじ、Koji Murofushi、1974年〈昭和49年〉10月8日 - ）は、日本のハンマー投選手、スポーツ科学者、陸上競技指導者。スポーツ庁長官（第2代）、東京科学大学特命教授。
2004年アテネオリンピック ハンマー投の金メダリスト。陸上・投擲種目で金メダルを獲得したのはアジア人史上初の快挙。ハンマー投のアジア記録・日本記録保持者。日本選手権で前人未到の20連覇を達成している。父親の室伏重信もアジア大会5連覇、日本選手権10連覇している。
1984年に室伏重信がハンマー投の日本記録をマークして以来、重信から広治へと室伏親子が日本記録を保持し続けている（重信は広治に次ぐ日本歴代2位の75m96）。そして、広治の妹の室伏由佳も女子ハンマー投の日本記録保持者であるため、室伏兄妹がそれぞれ男子・女子ハンマー投の日本記録保持者となっている。
静岡県沼津市出身。中京大学体育学部卒業、中京大学大学院体育学研究科博士課程修了。学位は博士（体育学）。専門は陸上競技（ハンマー投）、スポーツ科学、スポーツパフォーマンス・システム研究。特にアスリートのパフォーマンス向上に関する研究。血液型A型。
東京医科歯科大学教授、2020年東京オリンピック・パラリンピック競技大会組織委員会スポーツディレクター、同理事、スポーツ庁オリンピック・パラリンピック教育に関する有識者会議委員を歴任。
主な実績に2001年・世界陸上エドモントン大会銀メダル受賞、2004年・アテネオリンピック金メダル受賞、2011年・世界陸上大邱大会金メダル受賞、2012年・ロンドンオリンピック銅メダル受賞。2004年のアテネ五輪金メダルを評価され、紫綬褒章を授与されている。
2016年6月、競技引退の意向を表明。
なお、本名は「室伏アレクサンダー広治」。

## 経歴
愛知県・豊田市立東保見小学校、同県・豊田市立保見中学校、千葉県・成田高等学校、愛知県・中京大学体育学部を経て同大学院体育学研究科に進学。2007年に、中京大学大学院で博士号（体育学）取得。2011年4月、中京大学スポーツ科学部競技スポーツ科学科准教授に就任。
父親が日本人で母親がハンガリー系ルーマニア人。父親は「アジアの鉄人」こと室伏重信（前日本記録保持者、中京大学名誉教授。広治自身も「鉄人」と呼ばれている）。
母親はオリンピックやり投ルーマニア代表のセラフィナ・モーリツ（ルーマニア語: Serafina Moritz、ハンガリー語: Móritz Szerafina; 重信との離婚により広治とは生別）。
妹はアテネ五輪女子ハンマー投代表・女子ハンマー投の日本記録保持者・女子円盤投の元日本記録保持者の室伏由佳。
日本オリンピック委員会・2005年度選手強化キャンペーンのシンボルアスリート制度適用選手。IAAF選手委員（2期目）。2012年3月、日本陸上競技連盟が行っている格付けでSクラス（最高位）に認定された。同年12月13日、新設された「ゴールドアスリート」に指定された。
2014年6月、東京オリンピック・パラリンピック競技大会組織委員会スポーツディレクターに就任。同年7月に東京医科歯科大学教授兼スポーツサイエンスセンター長に内定。同年8月に東京医科歯科大学特任教授を経て、同年10月より同教授に就任。
2015年3月12日、日本陸上競技連盟の新理事に6月改選の次期役員として内定したことが発表され、就任。
2015年5月、一般会社員女性と結婚。
2015年6月、日本オリンピック委員会の理事に就任。
2016年6月24日、リオデジャネイロオリンピック代表選考会を兼ねた日本選手権のハンマー投競技終了後、第一線からの引退を表明。
2020年9月、鈴木大地の後任としてスポーツ庁長官に就任することが文部科学省より発表された。2023年1月からは世界アンチ・ドーピング機構(WADA)執行委員会の政府代表（アジア地域）も務めている。

## 競技経歴

### 幼少期から大学生時代まで
幼少時からテニス、水泳、野球、少林寺拳法など様々なスポーツを経験しながら育つ。小学校低学年の頃にスポーツ少年団で野球を始めようとしたが、水分補給を禁止されていたことに納得できず、すぐにやめてしまったという。小学3年から中学2年まではロサンゼルス近郊に滞在しており、ゴルフやテニスを習っていた。帰国後は保見中学校に編入学、当初は複数の部活動を掛け持ちしていた。最終的に陸上競技部へ入部し三種競技B（砲丸投、走幅跳、400m）に取り組んでいたが、身長が急激に伸びた際の成長痛に悩まされておりほとんど練習していない状態だったという。

1990年に成田高等学校に進学。入学当初はやり投、走幅跳、三段跳、ハードルなどさまざまな競技に取り組んでいた。高校1年の夏前から専門種目としてハンマー投に取り組み、日本高校新記録・高校最高記録を樹立。インターハイは1991年・1992年と2連覇を達成。
1993年に中京大学に進学。父・室伏重信や溝口和洋のコーチングを受け、日本学生新記録・日本ジュニア新記録を樹立。インカレ4連覇を達成。1994年の広島アジア大会では67m48を投げて2位。1995年の第79回日本選手権では69m72を投げて大会初優勝を果たした。同年の世界陸上ヨーテボリ大会では67m06を投げて予選35位。

### シドニーオリンピック（2000年）まで
1997年にミズノに入社。同年の世界陸上アテネ大会では74m82を投げて10位。1998年4月26日に行われた群馬カーニバルで父・室伏重信の持つ日本記録を更新する76m65を記録。12月13日のバンコクアジア大会では78m57で大会初優勝。1999年の世界陸上セビリア大会では75m18を投げて予選14位。
2000年5月13日の大阪国際グランプリでは初の80メートルスローとなる80m23を記録して優勝。シドニーオリンピックでは雨天のコンディションから76m60で9位に終わり入賞を逃した。IAAFグランプリファイナルでは80m32で2位。

### アテネオリンピック（2004年）まで
2001年7月14日の中京大土曜記録会では世界歴代7位（当時）となる83m47を記録。8月5日の世界陸上エドモントン大会では82m92を投げて2位になり、銀メダルを獲得。投擲種目でのメダル獲得は世界陸上・五輪を通じて日本人初であった。9月7日にブリスベンで行われたグッドウィルゲームズでは82m92で優勝。
2002年5月11日のドーハグランプリでこの年のシーズンベストとなる83m33を記録。9月14日のIAAFグランプリファイナルでは81m14で優勝、20日のIAAFワールドカップでは80m03で2位。10月8日の釜山アジア大会では78m72で優勝し大会2連覇を達成。
2003年5月10日の大阪国際グランプリでは82m95で優勝、6投すべての試技で81mを超えた。6月8日の第87回日本選手権では83m29の大会新記録で9連覇を達成。6月29日のプラハ国際で世界歴代3位（当時）となる84m86を記録、過去15年における世界最高記録であった。当時の歴代1位と2位は組織的ドーピングが盛んであったとされる1986年のソ連での記録である。

8月25日の世界陸上パリ大会では出発3日前の練習中にサークル内で滑って転倒し、右肘を強打。手の指に力が入らない状態で、一時は欠場を考えたコンディションながら80m12を投げて3位になり、銅メダルを獲得。
2004年6月6日の第88回日本選手権では82m09を投げて父・重信と並ぶ10連覇を達成。

8月22日に行われたアテネオリンピック の大会中は82m91の記録を残し2位となったが、83m19の記録で1位となっていたハンガリーのアドリアン・アヌシュにドーピング疑惑が浮上。アヌシュはIOCが求めていた再検査の為の尿検体提出を拒否、更に競技前後それぞれに提出した2つの尿検体が同一人物でないことが判明。アテネオリンピック最終日の8月29日にドーピング違反で失格処分となり、室伏が優勝者となった。

9月のスーパー陸上ではシーズンベストとなる83m15を投げて優勝。同競技会終了後に金メダル授与式が行われ、5万人近い観衆からの祝福を受けた。
陸上・投擲種目における金メダル獲得はオリンピック、世界選手権を通じてアジア人史上初の快挙。この年は出場した7試合すべてで優勝している。

### 北京オリンピック（2008年）まで
2005年は第89回日本選手権にのみ出場、76m47で11連覇を達成。
2006年の第90回日本選手権では80m17で12連覇を達成。9月10日のワールドアスレチックファイナルでは81m42、16日のIAAFワールドカップではシーズンベストとなる82m01を投げて優勝。この年は出場した8試合すべてで優勝している。
2007年6月30日の第91回日本選手権では79m24で13連覇を達成。8月27日の世界陸上大阪大会では、決勝8人のうち7人が80メートル以上を記録する中80m46で6位に終わった。ワールドアスレチックファイナルでは77m95で3位。
2008年6月27日の第92回日本選手権では80m98で14連覇を達成。

8月17日の北京オリンピック大会中は80m71で5位になったが、12月11日に2位：ワディム・デフヤトフスキーと3位：イワン・チホン（共に ベラルーシ）の2選手のドーピング違反が発覚、当該選手が国際オリンピック委員会理事会において失格、メダル剥奪処分を受けたため、一時は3位に繰り上がる裁定がスポーツ仲裁裁判所により下されたが、2010年6月10日に処分が撤回されたため銅メダル獲得はならなかった。

9月14日のワールドアスレチックファイナルでは78m99で3位。

### ロンドンオリンピック（2012年）まで
2009年は第93回日本選手権にのみ出場、73m26で15連覇を達成。同年からアリゾナ州「Athletes' Performance」社に所属しているフィジカルトレーナーの咲花正弥、理学療法士のロバート・オオハシ、テクニカルコーチのトーレ・グスタフソン、中京大学スポーツ科学部教授の清水卓也と“チーム・コウジ”を結成。
2010年の第94回日本選手権では77m35で16連覇を達成、IAAFワールドチャレンジミーティングスでは8月29日のリエティ大会で世界ランキング1位となる80m99、9月1日のザグレブ大会で79m91を投げて優勝し、IAAFハンマースローチャレンジの初代年間チャンピオンとなった。

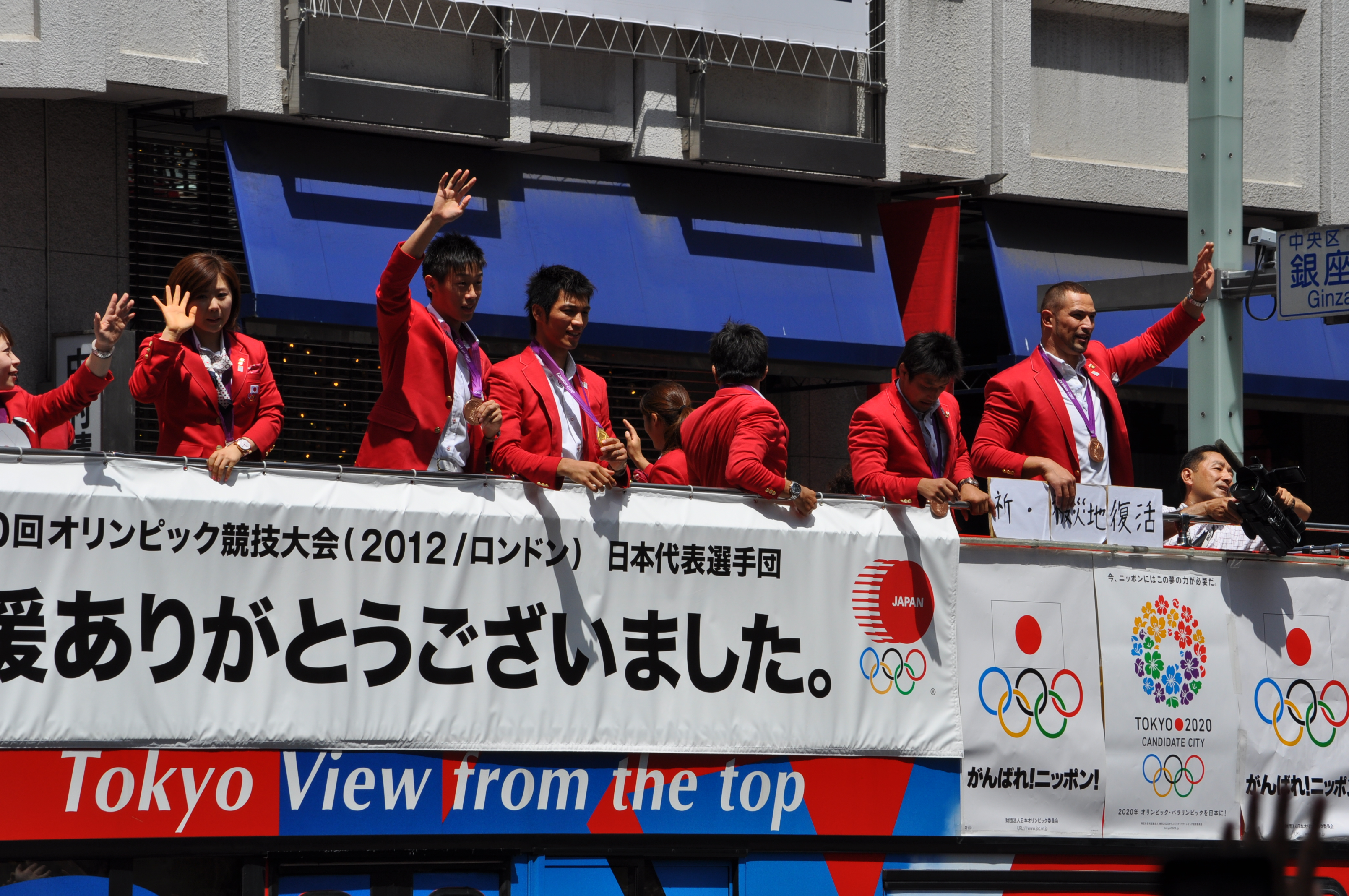
オリンピック凱旋パレード（2012年8月19日撮影）

2011年5月8日のセイコーゴールデングランプリ川崎では78m10で2位になり、世界選手権標準記録Aを突破。6月11日の第95回日本選手権では77m01で17連覇を達成。8月29日の世界陸上大邱大会では3投目と5投目に81m24を投げて優勝、世界選手権で初の金メダルを獲得。日本人選手で初となる五輪・世界選手権二冠覇者になるとともに、世界選手権における男子最年長優勝者（36歳と325日）となった。
2012年6月8日の第96回日本選手権では72m85で18連覇を達成。8月5日のロンドンオリンピックでは78m71で3位になり、銅メダルを獲得。
2011年と2012年の日本陸上連盟の年間表彰式「アスレティック・アワード」において、アスリート・オブ・ザ・イヤー（年間最優秀選手）に選出されている。

### 2013年以降
2013年6月9日の第97回日本選手権では76m42で19連覇を達成。8月12日の世界陸上モスクワ大会では78m03を投げて6位入賞。
2014年6月7日の第98回日本選手権では73m93を投げて優勝、同大会の20連覇を達成。2014年の「アスレティック・アワード」では特別賞に選出される。
2015年の第99回日本選手権と世界陸上北京大会を欠場。
2016年6月24日、2年ぶりの出場となったリオデジャネイロオリンピック代表選考会を兼ねた第100回日本選手権で自己ベストを20メートル以上下回る64m74を投げて12位。競技終了後、第一線からの引退を表明。理由の一つに「体力の限界。１つの区切りにしたい」とした
2017年8月にアシックスとアドバイザリースタッフ契約を結んだ。

## 主な実績

### 自己ベスト
| 種目       | 記録  | 年月日        | 場所   | 備考                            |
| ---------- | ----- | ------------- | ------ | ------------------------------- |
| ハンマー投 | 84m86 | 2003年6月29日 | プラハ | 日本記録 アジア記録 世界歴代4位 |
| 円盤投     | 44m64 | 1995年4月29日 | 前橋市 |                                 |
| やり投     | 68m16 | 1992年9月26日 | 天童市 | 元千葉県高校記録                |

・1992年にはハンマー投の旧高校規格（6.350kg）で73m52をマークしており、これは高校最高記録である。

### 主要国際大会
| 年   | 大会                           | 開催地               | 成績     | 記録  | 備考 |
| ---- | ------------------------------ | -------------------- | -------- | ----- | --- |
| 1992 | 世界ジュニア陸上競技選手権大会 | ソウル特別市         | 8位      | 65m78 | |
| 1993 | アジア陸上競技選手権大会       | マニラ               | 2位      | 65m54 | |
| 1994 | アジア競技大会                 | 広島市               | 2位      | 67m48 | |
| 1995 | 世界陸上競技選手権大会         | ヨーテボリ           | 予選35位 | 67m06 | |
| 1995 | アジア陸上競技選手権大会       | ジャカルタ           | 2位      | 69m24 | |
| 1995 | ユニバーシアード               | 福岡市               | 15位     | 67m58 | |
| 1997 | 世界陸上競技選手権大会         | アテネ               | 10位     | 74m82 | |
| 1997 | ユニバーシアード               | シチリア             | 8位      | 73m46 | |
| 1998 | アジア陸上競技選手権大会       | 福岡市               | 2位      | 74m17 | |
| 1998 | アジア競技大会                 | バンコク             | 優勝     | 78m57 | 大会新記録（当時） |
| 1999 | ユニバーシアード               | パルマ・デ・マヨルカ | 6位      | 77m14 | |
| 1999 | 世界陸上競技選手権大会         | セビリア             | 予選14位 | 75m18 | |
| 2000 | IAAFグランプリファイナル       | ドーハ               | 2位      | 80m32 | |
| 2000 | オリンピック                   | シドニー             | 9位      | 76m60 | |
| 2001 | 世界陸上競技選手権大会         | エドモントン         | 2位      | 82m92 | 投擲種目におけるメダル獲得は五輪・世界選手権を通じて日本人選手初。                                                                           |
| 2001 | グッドウィルゲームズ           | ブリスベン           | 優勝     | 82m94 | 陸上競技における同大会での優勝は日本人選手初。                                                                                               |
| 2002 | アジア陸上競技選手権大会       | コロンボ             | 優勝     | 80m45 | 大会新記録 |
| 2002 | IAAFグランプリファイナル       | パリ                 | 優勝     | 81m14 | 同大会での優勝は日本人選手初。 |
| 2002 | IAAFワールドカップ             | マドリード           | 2位      | 80m03 | |
| 2002 | アジア競技大会                 | 釜山広域市           | 優勝     | 78m72 | 大会新記録 |
| 2003 | 世界陸上競技選手権大会         | パリ                 | 3位      | 80m12 | |
| 2004 | オリンピック                   | アテネ               | 優勝     | 82m91 | 投擲種目における優勝は五輪・世界選手権を通じて日本人選手初。なお当初は2位だったが1位のハンガリー選手が薬物違反で失格となり繰り上げとなった。 |
| 2006 | ワールドアスレチックファイナル | シュトゥットガルト   | 優勝     | 81m42 | |
| 2006 | IAAFワールドカップ             | アテネ               | 優勝     | 82m01 | 同大会での優勝は日本人選手初。 |
| 2007 | 世界陸上競技選手権大会         | 大阪市               | 6位      | 80m46 | |
| 2007 | ワールドアスレチックファイナル | シュトゥットガルト   | 3位      | 79m95 | |
| 2008 | オリンピック                   | 北京市               | 5位      | 80m71 | |
| 2008 | ワールドアスレチックファイナル | シュトゥットガルト   | 3位      | 78m99 | |
| 2010 | IAAFハンマースローチャレンジ   | 大阪市               | 3位      | 77m86 | |
| 2010 | IAAFハンマースローチャレンジ   | リエーティ           | 優勝     | 80m99 | 2010年世界ランキング1位 |
| 2010 | IAAFハンマースローチャレンジ   | ザグレブ             | 優勝     | 79m71 | 合計238.52ポイントで同シリーズ総合優勝。 同シリーズの初代年間チャンピオンとなった。                                                          |
| 2011 | 世界陸上競技選手権大会         | 大邱広域市           | 優勝     | 81m24 | 五輪・世界選手権の二冠制覇は日本人選手初。 世界選手権における男子最年長優勝（36歳と325日）。                                                 |
| 2012 | オリンピック                   | ロンドン             | 3位      | 78m71 | |
| 2013 | 世界陸上競技選手権大会         | モスクワ             | 6位      | 78m03 | |

### 日本選手権での成績
| 年     | 所属                 | 大会                          | 成績 | 記録  | 備考                                          |
| ------ | -------------------- | ----------------------------- | ---- | ----- | --------------------------------------------- |
| 1992年 | 成田高3              | 第76回日本陸上競技選手権大会  | 4位  |       |                                               |
| 1993年 | 中京大1              | 第77回日本陸上競技選手権大会  | 2位  | 65m74 |                                               |
| 1994年 | 中京大2              | 第78回日本陸上競技選手権大会  | 3位  | 64m10 |                                               |
| 1995年 | 中京大3              | 第79回日本陸上競技選手権大会  | 優勝 | 69m72 | 日本選手権初優勝                              |
| 1996年 | 中京大4              | 第80回日本陸上競技選手権大会  | 優勝 | 70m38 | 2連覇                                         |
| 1997年 | ミズノトラッククラブ | 第81回日本陸上競技選手権大会  | 優勝 | 74m06 | 3連覇                                         |
| 1998年 | ミズノトラッククラブ | 第82回日本陸上競技選手権大会  | 優勝 | 76m67 | 4連覇、日本新記録（当時）、大会新記録（当時） |
| 1999年 | ミズノトラッククラブ | 第83回日本陸上競技選手権大会  | 優勝 | 75m64 | 5連覇                                         |
| 2000年 | ミズノトラッククラブ | 第84回日本陸上競技選手権大会  | 優勝 | 76m39 | 6連覇                                         |
| 2001年 | ミズノトラッククラブ | 第85回日本陸上競技選手権大会  | 優勝 | 78m83 | 7連覇、大会新記録（当時）                     |
| 2002年 | ミズノトラッククラブ | 第86回日本陸上競技選手権大会  | 優勝 | 79m15 | 8連覇、大会新記録（当時）                     |
| 2003年 | ミズノトラッククラブ | 第87回日本陸上競技選手権大会  | 優勝 | 83m29 | 9連覇、大会新記録                             |
| 2004年 | ミズノトラッククラブ | 第88回日本陸上競技選手権大会  | 優勝 | 82m09 | 10連覇                                        |
| 2005年 | ミズノトラッククラブ | 第89回日本陸上競技選手権大会  | 優勝 | 76m47 | 11連覇、日本選手権最多連勝（当時）            |
| 2006年 | ミズノトラッククラブ | 第90回日本陸上競技選手権大会  | 優勝 | 80m17 | 12連覇、日本選手権最多連勝（当時）            |
| 2007年 | ミズノトラッククラブ | 第91回日本陸上競技選手権大会  | 優勝 | 79m24 | 13連覇、日本選手権最多連勝（当時）            |
| 2008年 | ミズノトラッククラブ | 第92回日本陸上競技選手権大会  | 優勝 | 80m98 | 14連覇、日本選手権最多連勝（当時）            |
| 2009年 | ミズノトラッククラブ | 第93回日本陸上競技選手権大会  | 優勝 | 73m26 | 15連覇、日本選手権最多連勝（当時）            |
| 2010年 | ミズノトラッククラブ | 第94回日本陸上競技選手権大会  | 優勝 | 77m35 | 16連覇、日本選手権最多連勝（当時）            |
| 2011年 | ミズノトラッククラブ | 第95回日本陸上競技選手権大会  | 優勝 | 77m01 | 17連覇、日本選手権最多連勝（当時）            |
| 2012年 | ミズノトラッククラブ | 第96回日本陸上競技選手権大会  | 優勝 | 72m85 | 18連覇、日本選手権最多連勝（当時）            |
| 2013年 | ミズノトラッククラブ | 第97回日本陸上競技選手権大会  | 優勝 | 76m42 | 19連覇、日本選手権最多連勝（当時）            |
| 2014年 | ミズノトラッククラブ | 第98回日本陸上競技選手権大会  | 優勝 | 73m93 | 20連覇、日本選手権最多連勝                    |
| 2016年 | ミズノトラッククラブ | 第100回日本陸上競技選手権大会 | 12位 | 64m74 |                                               |

### 年次ベスト
太字は自己ベスト
| 年     | 所属                 | 7.26kg | 6.35kg | やり投 | 円盤投 | 備考                                                      |
| ------ | -------------------- | ------ | ------ | ------ | ------ | --------------------------------------------------------- |
| 1990年 | 成田高1              |        | 57m82  |        |        |                                                           |
| 1991年 | 成田高2              | 61m76  | 68m22  | 60m46  |        | 高校最高記録（当時）・高校記録（当時）                    |
| 1992年 | 成田高3              | 66m30  | 73m52  | 68m16  |        | 高校最高記録・高校記録・千葉県高校記録(やり投、当時)      |
| 1993年 | 中京大1              | 68m00  |        |        |        | 日本学生記録（当時）                                      |
| 1994年 | 中京大2              | 69m54  |        |        |        | 日本学生記録（当時）                                      |
| 1995年 | 中京大3              | 72m32  |        |        | 44m64  | 日本学生記録（当時）                                      |
| 1996年 | 中京大4              | 73m82  |        |        |        | 日本学生記録                                              |
| 1997年 | ミズノトラッククラブ | 75m72  |        |        |        |                                                           |
| 1998年 | ミズノトラッククラブ | 78m17  |        |        |        | 日本記録（当時）                                          |
| 1999年 | ミズノトラッククラブ | 78m57  |        |        |        | 日本記録（当時）                                          |
| 2000年 | ミズノトラッククラブ | 81m08  |        |        |        | 日本記録（当時）                                          |
| 2001年 | ミズノトラッククラブ | 83m47  |        |        |        | 世界歴代7位（当時）・アジア記録（当時）・日本記録（当時） |
| 2002年 | ミズノトラッククラブ | 83m33  |        |        | 41m93  |                                                           |
| 2003年 | ミズノトラッククラブ | 84m86  |        |        |        | 世界歴代3位（当時）・アジア記録・日本記録                 |
| 2004年 | ミズノトラッククラブ | 83m15  |        |        |        |                                                           |
| 2005年 | ミズノトラッククラブ | 76m47  |        |        |        |                                                           |
| 2006年 | ミズノトラッククラブ | 82m01  |        |        |        |                                                           |
| 2007年 | ミズノトラッククラブ | 82m62  |        |        |        |                                                           |
| 2008年 | ミズノトラッククラブ | 81m87  |        |        |        |                                                           |
| 2009年 | ミズノトラッククラブ | 78m36  |        |        |        |                                                           |
| 2010年 | ミズノトラッククラブ | 80m99  |        |        |        |                                                           |
| 2011年 | ミズノトラッククラブ | 81m24  |        |        |        |                                                           |
| 2012年 | ミズノトラッククラブ | 78m71  |        |        |        |                                                           |
| 2013年 | ミズノトラッククラブ | 78m03  |        |        |        |                                                           |
| 2014年 | ミズノトラッククラブ | 73m93  |        |        |        |                                                           |

- 高校入学後の4月に行われた人生初の試合では、2回転投げで44m26（6.35kg）を記録している[29]。

## 選手としての特徴
高速ターンや、「倒れ込み」という回転中に軸を背面方向に倒す父譲りの技術を武器としている。
筋力をつけるだけではハンマーでは勝てない」という持論から、2005年以降はバーベルに複数のハンマーをぶら下げたアンバランスな状態でウエイトトレーニングを行う、扇子や投網を投げる、新聞紙を片手で丸める等の感覚を磨くことを目的とした独特のトレーニングを行っている。照英は高校時代の室伏について「『体幹』という言葉が浸透する20年以上も前から体幹トレーニングを取り入れていました。自分たちは『その練習は何の役に立つんだろう？』『なんの意味があるの？』と思っていましたから、もうその時点で室伏広治に負けていたんです」と彼のトレーニングが当時としては先進的なものであったと驚いていた。

## 身体能力
体重は世界レベルの平均より20kg軽く、初めて80mを超えた当時で95kg、自己ベストを投げた2003年で97kg。世界陸上エドモントン大会では、同じ時間帯に行われていた男子100mの召集場に係員に間違えて案内され、それを見ていた同じハンマー投選手の仲間達に笑われたこともあった。
また、高校時代の体重は75 - 76kgほどであり、60m台の選手としては世界的にも類を見ないほど軽量であった。
父であり指導者を務めていた室伏重信は、広治が軽量にもかかわらず世界のトップ選手になれた要因として、「短距離選手に負けないようなスピードがあり、ジャンプでは立ち幅跳びで3メートル60ほどいっていました。その並外れたスピードとジャンプ力が、軽量ながらハンマーを飛ばせているんだと思いました」と評している。特に2001年から2003年が身体能力（ジャンプ力・スピード・筋力）のピークであり、「世界で一番強かった」と評している。
成田高校時代の監督である瀧田詔生は「とてつもない運動能力。キング・オブ・アスリートと呼ばれる十種競技でも世界一になれる素質がある」、「テニスをやっていても野球をやっていても、日本のトッププレイヤーになれたはず」と評している。
背骨の一つ一つを自分の意思で動かすことができるほど神経系が発達している。中京大学時代に指導していた溝口和洋は、指先から筋肉に神経の繋がりができるまで通常四、五年かかるところを広治は教えるだけですぐにできたと語っており、「世界レヴェルでみたとき、彼には最初から才能があった。これほどの才能をもつ日本人などいない」と評している。
1996年、東京ボブスレー・リュージュ連盟が行ったトライアウトに参加。参加選手の中で唯一、全種目（60m走、20m走、立ち五段跳び、ベンチプレス、スクワット）で満点を出してボブスレーの1998年長野オリンピック日本代表候補に選出されるも、ハンマー投に集中するために出場を断念している。
瞬発力を要する運動を得意とする反面、持久力が求められる運動を苦手としている。広治は「小学校で初めてマラソン大会に出た時、序盤はトップだったのにゴール時点では最下位で、とてもショックを受けた記憶があります」と語っている。

### 筋力
生後5か月で腹筋運動のように上体を起こし、生後6 - 7ヶ月で物干し竿にぶら下がり、懸垂のように腕で腹まで身体を引きつけたことがあるという。
全身の筋力と瞬発力が重要となるハイクリーンでは195kgが自己ベストであり、重量挙げの五輪メダリストを驚かせていたという。また、2008年北京オリンピックに向けた合宿中にも190kgを挙げ、ともにトレーニングしていた砲丸投金メダリストのアダム・ネルソンらを驚かせていたという。
重さ50kgのバーベルプレートを、片手の指だけでつまんで持ち上げることができる。
握力は計測した際に握力計の針を振り切ってしまったため、正確な数字はわからないという。また、ハンドグリッパーのCOC/No.3（クラッシュに必要な握力は約127kg）のクラッシュに成功している。高強度のハンドグリッパーを握ったことのなかった室伏は、ともに練習していたバート・ソリン（握力王であるリチャード・ソリンの息子）に方法を教わると、その場ですぐに閉じてしまった。
腕相撲では、植松直紀（全日本アームレスリング選手権・男子100kg級ライトハンド3位）に圧勝しており、土井宏昭（ハンマー投日本歴代3位、身長180cm体重135kg）が両腕を使って挑んでも全く敵わなかった。 また、千葉ロッテマリーンズの藤原恭大が当時50歳の室伏に挑んだところ、全く敵わなかった。藤原は球団内で腕相撲が一番強いと評され、大阪桐蔭では野球部だけでなく全国制覇したラグビー部員にも負けたことがなかったが、「たぶん2割ぐらい（の力）で負けた」「勝てないです、どんだけ鍛えても。次元が違った」と語っている。

### 走力
100m走10秒台の走力を持ち、高校時代はハンマー投の選手でありながら4×100mリレーのメンバーとしてもインターハイに出場している。大学時代には、光電管センサーを用いた計測で60m走6秒43を記録している。
特にスタートダッシュの速さに定評があり、400メートルハードル日本記録保持者の為末大は、30メートル程度の距離であれば室伏が陸上選手のなかでも最速であると評している。また、室伏が100メートル走を専門種目に選んでいた場合は9秒台が出ていたと評している。
スポーツマンNo.1決定戦のスピード系種目であるビーチ・フラッグスでは、1996年のアマチュア大会において、アレン・ジョンソン（96年アトランタ五輪110メートルハードル金メダリスト）、ドノバン・ベイリー（同年に100メートル世界新である9秒84を記録）、カール・ルイスら陸上短距離の金メダリストたちを抑えて優勝している。2002年大会に出場した際にも、決勝を含めた全試合でダイブもせず、圧倒的なスピードを見せて優勝している。
2003年当時、お互いが「自分のほうが速い」と言い張ったため、末續慎吾（同年に200m日本新記録と100m10秒03をマーク）と30メートル走で対決したところ勝利している。

### 跳躍力
全身がバネの塊だと評されるほどの素質を持ち、高校時代には走幅跳や三段跳、ハードルなどの指導者が訪れては「（室伏の専門種目は）走幅跳がいい」、「いや、ハードルだ」と口々に言い合っていたという。
立ち幅跳びでは3m60が自己ベストであり、レイ・ユーリーの旧世界記録（3m47）を上回っている。この種目では、小学1年生時に1m90、高校時代に3m45を記録している。
他の種目では、立ち五段跳びで18m30（両脚跳びだと19m以上）、助走無しの垂直跳びで104cm（当時34歳）を記録している。
スポーツマンNo.1決定戦1995年大会にて記録した「モンスターボックス」（跳び箱）17段（2m46cm）は当時の世界記録であり、室伏が1人目の成功者となった。番組プロデューサーである樋口潮は、室伏の跳躍の脅威さおよび驚嘆の意を自著で記しており、「ハンマー投げは跳躍とは全く接点のない競技のように思えるが、違うようだ」「あのハンマーは当然、体にバネがなければ遠くに跳ばない。全身バネでなければ、ハンマー投げの世界トップにはなれないが、室伏にはその能力がある」という旨を記している。後に2002年大会に出場した際、自己記録を18段（2m56cm）に更新している。

### 投擲
高校時代、体力テストのハンドボール投げで65m以上を記録した。野球部員でも40 - 45mを投げることができれば強肩と呼ばれていたため周囲を驚かせていたという。
高校2年生時、練習で砲丸投をやってみたところ、1時間ほどで記録が16mに達した。それを見ていた岡野雄司（当時17m65の日本記録保持者）は、室伏を指導していた小山祐三に「絶対に砲丸だけはやらせないでください！私の日本記録がなくなってしまう」と直談判したという。
高校3年生時にはやり投でも全国大会に出場しており、第47回国民体育大会では68m16を記録して準優勝している。この記録は、25年後の山形インターハイで更新されるまでの千葉県高校記録であった。当時はやり投の練習をほとんど行わず、試合前日になって同大会に出場していた照英に投げ方を教わったという。照英は室伏の投擲に度肝を抜かれたと語っており、当時の室伏について「走り方も跳び方も全部が上手なわけじゃないんですが、すごい数字を叩き出しちゃう。自分たちは一体何のためにトレーニングしているのか、という思いはずっと抱いていました」とフォームではなく純粋な身体能力を主体に記録を出していたと振り返っている。
ほとんど野球未経験ながら、2005年4月5日のプロ野球横浜 - 巨人戦の始球式では球速131km/hを記録。球筋は直球外角低めのストライクであった。

### スポーツマンNo.1決定戦
TBS放送の『最強の男は誰だ!壮絶筋肉バトル!!スポーツマンNo.1決定戦』にスペシャルバトルを含めて過去6回出演。
当番組の初出場は、中京大学在学時の1995年に開催されたアマチュアオープン大会。その後、世界陸上競技選手権大会銀メダル獲得の実績を引っ提げ、2002年に開催された大会に7年ぶりの出場（プロスポーツマン大会としては初出場）を果たし、総合優勝。本大会は当番組全35回の歴史の中で「史上最高・伝説」と称されており、出場したケイン・コスギ、池谷直樹や実況を担当した古舘伊知郎も同様の旨を語っている。
室伏と総合No.1争いを繰り広げたケインは、「この人には敵わない」と思ったアスリートを尋ねられた際、「それはもう、ダントツ1位で室伏（広治）さんです。『この人は本当に同じ人間なのかな？』と思うくらいすごかった」、「僕は武道をやっていたので、対面した時に何となく『この人には勝てる、この人には勝てない』みたいなのがわかるんですよ。それで、室伏さんを初めて見た瞬間、『この人はめちゃくちゃヤバイ』と。ドラゴンボールのスカウターが割れるくらいの戦闘能力を放っていました」と語っている。また、同番組に出場していたアメリカンフットボール選手の河口正史は室伏について、「NFLのプレーヤーをも超える運動の天才」と評している。
| 競技            | 順位 | ポイント | 備考          |
| --------------- | ---- | -------- | ------------- |
| WORK OUT GUYS   | 3位  | 60       | 記録 50秒08   |
| BEACH FLAGS     | No.1 | 100      | -             |
| MONSTER BOX     | 4位  | 80       | 記録 18段     |
| POWER FORCE     | No.1 | 100      | -             |
| THIRTY          | 5位  | 25       | 2回戦敗退     |
| TAIL IMPOSSIBLE | 9位  | 10       | 第2レース敗退 |
| THE TUG-OF-WAR  | No.1 | 100      | -             |
| SHOT-GUN-TOUCH  | 2位  | 90       | 記録 12m90cm  |

重さ10kgのタルを投げ上げて、越えた壁の高さを競う「ザ・ガロンスロー」では、クリスティアン・パルシュク（2012年ロンドンオリンピック男子ハンマー投金メダリスト）やバラシュ・キシュ（96年アトランタ五輪男子ハンマー投金メダリスト）らの記録を上回り、8m25cmの世界記録を持っている。
| 回    | 放送日       | 順位 | 記録   | 備考             |
| ----- | ------------ | ---- | ------ | ---------------- |
| 第1回 | 2002年1月1日 | 2位  | 7m50cm | 日本記録（当時） |
| 第2回 | 2004年1月1日 | No.1 | 8m00cm | 世界記録（当時） |
| 第3回 | 2005年1月1日 | No.1 | 8m25cm | 世界記録         |

当番組の常連選手であった古田敦也は、自身のブログ（2011年6月13日）にて室伏の凄さを綴っており、番組スタッフが「（室伏選手は）レベルが凄すぎてオファーをかけられない」「スポーツマンNo.1決定戦と言っていますが、No.1は室伏で決まってるんです」と語っていたことを明かしている。また、ケイン・コスギは、室伏が1回の出場で殿堂入りを果たしたという噂に対して「室伏さんがそのまま出続けていたら、多分誰も勝てなかったと思いますよ。それくらいすごい能力を持った方でした」と語っている。

## 人物
名前は「世界を広く治めるように」と父が命名、外国人にも発音しやすい名前にしたという。
幼少期から正義感が強い性格で、小学3年生当時、カツアゲしていた上級生を逆さまにひっくり返してお金を振り落とし、取られた相手に返したことがあるという。
肉体と精神の理想として、彫刻家ミュロンが作成した古代オリンピックのディスコボロス（円盤投げ）像を挙げており、「見せるための筋肉ではなく躍動する筋肉、つくられていない筋肉を見て頂きたい。そしてできることならば、鍛えた肉体だけでなく、鍛えた心を見せられるような人間になりたい」と語っている。
最も影響を与えられた人物として、男子やり投日本記録保持者の溝口和洋を挙げている。中京大学時代に指導を受けており、自分の10倍以上の練習量をこなす溝口から、「限界を作っているようでは世界では戦えない。限界を超える練習をこなしてこそ、世界と戦える」ということを教えられたという。また、やり投世界記録保持者のヤン・ゼレズニーを自分のヒーローとして挙げている。
メジャーリーグの観戦が趣味である。また、好きな野球選手として王貞治を挙げている。
好きな格闘家としてヒクソン・グレイシーを挙げている。
2007年には「第2回さわやかヘアスタイル大賞（メンズ部門）」を受賞している。
漫画家のさいとう・たかをは、ゴルゴ13がまた実写映画化されるなら「室伏広治が適任」とコメントしている。
元中日ドラゴンズ監督の落合博満と親交があり、中日スポーツ誌上で対談したり、打撃指導を受けたことがある。
横綱の朝青龍と親交があり、室伏が高砂部屋の宿舎を訪問してトレーニング方法をアドバイスしたり、遊びでハンマーを投げたことがある。アテネオリンピックの前には直接会いに来た朝青龍から金のネクタイを贈られている。
プロボクサーの村田諒太とはともに出場したロンドンオリンピック以来親交があり、2015年7月からフィジカル面の指導などをサポートしている。
陸上選手の桐生祥秀には、2016年11月からトレーニングの指導を行っている。
プロ野球選手の吉田正尚には直接手紙を送られたことから、2017年より毎年シーズンオフに筋力トレーニングの指導を行っている。
2020年の第71回NHK紅白歌合戦ではゲスト審査員に選任されている。
2021年4月7日付の週刊新潮が、悪性脳リンパ腫で闘病中であることを報じている。
2022年2月24日、北海道日本ハムファイターズの臨時コーチとして招聘され、股関節や骨盤まわりの筋肉の使い方、瞬間的に力を出すトレーニング方法などを指導した。全体練習後には「力の使い方一つで大きな力を出せる」という理論の実演として、万波中正や今川優馬ら三人をまとめて腕一本で引き倒す場面もあった。

## 不祥事
2012年8月、当時開催されていたロンドンオリンピックに出場していた室伏は、国際オリンピック委員会の選手委員に立候補したが、オリンピック会場の選手村でドーピング禁止のキャンペーンキャラクターとして自己の写真を使ったポスターの掲示や同様のステッカーを配布したことが選挙に関する複数の規定に違反したとされ、国際オリンピック委員会から失格の処分を受けた。これに伴い、本来であれば1位で選手委員への当選を果たしていた室伏は委員に就任できなくなった。

## 著作

### 著書
- 室伏広治述「五輪の身体 室伏広治の身体」『五輪の身体』日本経済新聞社、2004年7月。ISBN 9784532164775。
- 室伏広治『室伏広治 孤独な王者』十文字美信撮影、文藝春秋、2010年9月。ISBN 9784163731100。
- 室伏広治『超える力』文藝春秋、2012年6月。ISBN 9784163753607。
- 室伏広治、咲花正弥『ベストパフォーマンスを引き出す方法』ベースボール・マガジン社、2013年6月。ISBN 9784583105697。
- 室伏広治述 著「特別講演 スポーツと脳」、脳の世紀推進会議編 編『脳を知る・創る・守る・育む』 16（スポーツと脳）、クバプロ、2015年9月。ISBN 9784878051425。
- 室伏広治『ゾーンの入り方』集英社〈集英社新書 0905C〉、2017年10月。ISBN 9784087210057。
- 室伏広治『室伏式世界最高の疲労回復』KADOKAWA、2019年12月。ISBN 9784046041357。

### 論文
- 梅垣浩二、小林一敏、室伏広治「13G21101 ハンマー投げにおけるハンマーの求心力と重心の慣性力」『日本体育学会大会号』第50巻、日本体育学会、1999年9月、711頁、doi:10.20693/jspeconf.50.0_711、NAID 110001905629。
- 室伏広治、小林一敏、太田憲、梅垣浩二、島野敬四郎「13G21102 ハンマー投げにおける曲率半径の電気的計測」『日本体育学会大会号』第50巻、日本体育学会、1999年9月、712頁、doi:10.20693/jspeconf.50.0_712、NAID 110001905631。
- 梅垣浩二、室伏広治、桜井伸二、高松潤二、東洋功「054T60108 映像のデジタイズによる身体重心位置と外力の積分による身体重心位置の差を最小とする身体重心位置の推定」『日本体育学会大会号』第55巻、日本体育学会、2004年9月、310頁、doi:10.20693/jspeconf.55.0_310、NAID 110007680227。
- 梅垣浩二、室伏広治、桜井伸二、高松潤二「05-23-総研D-04 ハンマーの加速は回転中心の移動や回転半径の短縮のパワーによってもたらされる」『日本体育学会大会予稿集』第56巻、日本体育学会、2005年11月、254頁、doi:10.20693/jspehss.56.254_1、NAID 110007513362。
- 室伏広治「スポーツは力（身体感覚）：投げる・スローイング」『日本体育学会大会予稿集』第57巻、日本体育学会、2006年8月、4頁、doi:10.20693/jspehss.57.4_3、NAID 110007513776。
- 藤原孝幸、室伏広治、湯浅景元、輿水大和「LJ-005 蛍狩りカメラを用いたアスリートの運動解析システムの提案」『情報科学技術レターズ』第6巻、情報処理学会、2007年8月、305-307頁、NAID 110007641089。
- 輿水大和、藤原孝幸、室伏広治「蛍狩りカメラによるアスリート運動解析」『精密工学会学術講演会講演論文集』、精密工学会、2007年、593-594頁、doi:10.11522/pscjspe.2007A.0.593.0、NAID 130005028006。
- 太田憲、梅垣浩二、室伏広治、小宮根文子、宮地力「630 加速度計を用いたモデルベースド力覚センサ ハンマー投げ競技用センサの開発」『バイオエンジニアリング講演会講演論文集』第20巻、日本機械学会、2008年1月、419-420頁、doi:10.1299/jsmebio.2007.20.419、ISSN 1348-2920、NAID 110007085341。
- 太田憲、梅垣浩二、室伏広治、小宮根文子、桜井伸二「B16 振子モデルに基づくハンマー投競技用アシストシステムの開発（陸上競技）」『ジョイント・シンポジウム講演論文集』第2008巻、日本機械学会、2008年11月、270-274頁、doi:10.1299/jsmesports.2008.0_270、NAID 110007705624。
- 梅垣浩二、室伏広治、桜井伸二「05-26-K211-5 回転中心速度の周期的変化によるハンマー加速モデル」『日本体育学会大会予稿集』第60巻、日本体育学会、2009年8月、147頁、doi:10.20693/jspehss.60.147_2、NAID 110008086213。
- 太田憲、梅垣浩二、室伏広治、羅志偉「B-43 振子モデルによるハンマー投運動の解析（陸上）」『ジョイント・シンポジウム講演論文集』第2009巻、日本機械学会、2009年12月、447-452頁、doi:10.1299/jsmesports.2009.0_447、NAID 110008010715。
- 太田憲、室伏広治「ハンマー投の力学と新しいトレーニング方法の開発」『日本機械学会誌』第113巻第1095号、日本機械学会、2010年2月、109-112頁、doi:10.1299/jsmemag.113.1095_109、NAID 110007539234。
- 高橋繁浩、結城匡啓、室伏広治「世界で戦う競技者・コーチから見た体育学・スポーツ学とは」『日本体育学会大会予稿集』第61巻、日本体育学会、2010年9月、9頁、doi:10.20693/jspehss.61.9、NAID 110008086662。
- 梅垣浩二、室伏広治、桜井伸二「05バ-2A-P13 ハイ・ローポイント時やリリース時方位角および身体重心移動方向とハンマー投射方向の関係」『日本体育学会大会予稿集』第61巻、日本体育学会、2010年9月、153頁、doi:10.20693/jspehss.61.153_2、NAID 110008086981。
- 梅垣浩二、室伏広治、太田憲、桜井伸二「B26 二重振子のパラメータ励振原理によるハンマー投運動の数理解析（野球・陸上競技）」『シンポジウム：スポーツ・アンド・ヒューマン・ダイナミクス講演論文集』第2010巻、日本機械学会、2011年10月、319-324頁、doi:10.1299/jsmeshd.2010.319、NAID 110008742899。
- 室伏広治「サイバネティック・トレーニングへのアプローチ」『情報処理』第53巻第3号、情報処理学会、2012年2月、NAID 170000144936。
- 梅垣浩二、室伏広治、太田憲、桜井伸二「218 ハンマー投における身体重心―ハンマー間の相対運動」『シンポジウム：スポーツ・アンド・ヒューマン・ダイナミクス講演論文集』第2012巻、日本機械学会、2012年11月、265-270頁、doi:10.1299/jsmeshd.2012.265、NAID 110009920260。
- 室伏広治、小林一敏、太田憲、梅垣浩二、島野敬四郎「J2310102 内力を用いたハンマー投におけるエネルギー伝達」『年次大会』第2014巻、日本機械学会、2014年9月、doi:10.1299/jsmemecj.2014._J2310102-、NAID 110009944134。
- 太田憲、室伏広治「オリンピックのための情報処理 8．オリンピックに向けたハンマー投のサイバネティック・トレーニング」『情報処理』第55巻第11号、情報処理学会、2014年10月、1228-1234頁、NAID 40020237777。
- 室伏広治「アスリートと外国語」『日本語教育』第165巻、日本語教育学会、2016年、44-49頁、doi:10.20721/nihongokyoiku.165.0_44、NAID 130007552572。
- 室伏広治、高崎伸子「東京2020の魅力再発見 ―するスポーツ、見るスポーツ、支えるスポーツの視点から―」『専修大学スポーツ研究所報』第2017巻、専修大学スポーツ研究所、2018年3月、6-13頁、NAID 120006792903。

#### 博士論文
- 「ハンマー頭部の加速についてのバイオメカニクス的考察」、中京大学、2007年9月20日、NAID 500000434205。

## テレビ出演
- NHK紅白歌合戦（NHK総合・ラジオ第1）
  - 第52回（2001年12月31日） - ゲスト審査員
  - 第71回（2020年12月31日） - ゲスト審査員

## CM出演
- ミズノウエア
- アリナミン製薬（旧武田薬品工業） 「アリナミン7」
- 日清 「麺の達人」（2005年～2006年）
- フェデックス（2006年～）
- 大塚製薬 「オロナミンC」（2007年）
- クボタ コンバイン「エアロスター」「エアロスター ダイナマックス」
- アサヒビール 「アサヒ一番麦」
- 集英社 「最強ジャンプ」（2011年）
- 小林製薬 「アンメルツゴールドEXグリグリ」（2012年）
- アサヒビール 「アサヒジャパンゴールド」（2012年）※同飲料の開発の監修も担当